# Charlotte Chable
Pour les articles homonymes, voir Chable.
Charlotte Chable est une skieuse alpine suisse, née le 31 octobre 1994 à Villars-sur-Ollon.

## Biographie
Membre du club de Villars sur Ollon, elle court à haut niveau depuis 2009.
Elle se révèle lors de la saison 2014-2015. Elle y obtient son premier podium en Coupe d'Europe à Hemsedal avant d'être sélectionnée pour le slalom de Coupe du monde de Flachau. Sa prochaine course majeure est le slalom des Championnats du monde qu'elle conclut au quinzième rang. Lors du slalom de Maribor, elle collecte ses premiers points avec une onzième place. Cet hiver, elle se classe aussi quatrième du slalom des Championnats du monde junior à Hafjell. En mars 2015, elle fait partie de l'équipe suisse victorieuse en Coupe du monde à Saint-Moritz.
Au début de la saison suivante, elle améliore cette performance en se classant neuvième à Aspen. 
Début octobre 2016, Charlotte Chable se fracture la cheville gauche lors d'un entrainement à Saas-Fee (Valais). Elle revient à la compétition à Sestrières, en Italie au mois de décembre de la même année.  
Cependant, le 23 janvier 2017, lors d'un entraînement de slalom elle se déchire le ligament croisé du genou droit pour la deuxième fois. Elle remonte sur les skis au mois d'août de la même année.
Pour se préparer au mieux à son retour en coupe du monde, elle va faire des courses en Nouvelle Zélande ainsi qu'en Australie. Là, elle termine troisième du premier slalom et remporte le deuxième slalom de Coronet Peak. Elle retrouve le chemin de la Coupe du monde lors de la saison de 2018-2019 sans marquer de points. Elle marque un point en Coupe du monde lors de la saison 2019-2020 sur un slalom parallèle.
En septembre 2020, alors à l'entraînement à Saas-Fee elle se blesse sévèrement de nouveau, et se déchire de nouveau les ligaments du genou droit, ce qui lui fait poser des questions sur la suite de sa carrière.
Elle est en couple avec l'escrimeur Lucas Malcotti.

## Palmarès

### Championnats du monde
| Épreuve / Édition | Beaver Creek 2015 |
| ----------------- | ----------------- |
| Slalom            | 15e               |

### Coupe du monde
- Meilleur classement général : 76e en 2016.
- Meilleur résultat : 9e.
- 1 victoire par équipes.

| Année/Classement | Général | Général | Slalom | Slalom | Parallèle | Parallèle |
| Année/Classement | Class.  | Points  | Class. | Points | Class.    | Points    |
| ---------------- | ------- | ------- | ------ | ------ | --------- | --------- |
| 2015             | 87e     | 24      | 36e    | 24     | -         | -         |
| 2016             | 76e     | 60      | 28e    | 60     | -         | -         |
| 2020             | 126e    | 1       | -      | -      | 46e       | 1         |

### Coupe d'Europe
- 6e du classement de slalom en 2019.
- 2 podiums.